# 陳效古
陳效古（1505年—？），字武周，號梅峰，河南汝寧府光州息縣人，民籍，明朝政治人物。

## 生平
嘉靖十年（1531年）辛卯科河南鄉試第五十名舉人。嘉靖二十三年（1544年）中式甲辰科會試第二百五十九名，登第三甲第一百九十九名進士。授行人司行人，嘉靖二十七年（1548年）十一月升雲南道試監察御史。二十八年六月实授，三十二年清查大名、广平二府屯田，歷官浙江按察使，四十年閏五月升山西右布政使。四十一年正月考察調用。

## 家族
曾祖陳讓；祖父陳海；父陳子謙，訓導。母陳氏。永感下。兄慕古、弟蕴古。